# Leucoloma kanakense
Leucoloma kanakense là một loài rêu trong họ Dicranaceae. Loài này được Broth. & Paris mô tả khoa học đầu tiên năm 1907.